# Лабашида
Лабашида (англ. Labasheeda; ирл. Leaba Shíoda) — деревня в Ирландии, находится в графстве Клэр (провинция Манстер).